# 12622 Doppelmayr
12622 Doppelmayr eller 6614 P-L är en asteroid i huvudbältet som upptäcktes den 24 september 1960 av den nederländsk-amerikanske astronomen Tom Gehrels och det nederländska astronomparet Ingrid van Houten-Groeneveld och Cornelis Johannes van Houten vid Palomarobservatoriet. Den är uppkallad efter den tyske matematikern och astronomen Johann Gabriel Doppelmayr.
Asteroiden har en diameter på ungefär 3 kilometer.